# Luxemburg op de Olympische Zomerspelen 2012
Luxemburg nam deel aan de Olympische Zomerspelen 2012 in Londen, Verenigd Koninkrijk.

## Deelnemers en resultaten
(m) = mannen, (v) = vrouwen

### Boogschieten
| Olympiër      | Onderdeel       | Resultaat | Prestatie                                                                         |
| ------------- | --------------- | --------- | --------------------------------------------------------------------------------- |
| Jeff Henckels | individueel (m) | 33e       | plaatsingronde: 49ste met 654 punten (49e) 1ste ronde: V van NED van der Ven: 2-6 |

### Judo
| Olympiër     | Onderdeel | Resultaat | Prestatie |
| ------------ | --------- | --------- | --- |
| Marie Muller | -52kg (v) | 5e        | 1ste ronde: W van ESP Carrascosa: waza-ari 2de ronde: W van DOM García: ippon kwartfinale: V van CUB Bermoy: yuko herkansingen: W van MRI Legentil: waza-ari bronzen finale: V van ITA Forciniti: koka |

### Schietsport
| Olympiër      | Onderdeel           | Resultaat | Prestatie                                        |
| ------------- | ------------------- | --------- | ------------------------------------------------ |
| Carole Calmes | 10m luchtgeweer (v) | 48e       | kwalificatie: 48ste met 390 punten (98-98-98-96) |

### Tafeltennis
| Olympiër   | Onderdeel     | Resultaat | Prestatie                                                                                               |
| ---------- | ------------- | --------- | --- |
| Ni Xialian | enkelspel (v) | 33e       | voorronde: vrij 1ste ronde: vrij 2de ronde: V van USA Hsing: 2-4 (9-11,12-10, 9-11, 5-11, 12-10, 10-12) |

### Tennis
| Olympiër      | Onderdeel     | Resultaat | Prestatie                                                                               |
| ------------- | ------------- | --------- | --------------------------------------------------------------------------------------- |
| Gilles Müller | enkelspel (m) | 17e       | 1ste ronde: W van ROU Ungur: 6-3, 6-3 2de ronde: V van UZB Istomin: 7-6(4), 6-7(3), 5-7 |

### Wielersport
| Olympiër          | Onderdeel         | Resultaat | Prestatie |
| ----------------- | ----------------- | --------- | --------- |
| Laurent Didier    | wegwedstrijd (m)  | 64e       | 5:46.37   |
|                   |                   |           |           |
| Christine Majerus | wwegwedstrijd (v) | 21e       | 3:35.56   |

### Zwemmen
| Olympiër            | Onderdeel           | Resultaat | Prestatie                                               |
| ------------------- | ------------------- | --------- | ------------------------------------------------------- |
| Laurent Carnol      | 100m schoolslag (m) | 26e       | serie 2: 1ste in 1.01,46                                |
| Laurent Carnol      | 200m schoolslag (m) | 15e       | serie 5: 5de in 2.10,83 halve finale 1: 8ste in 2.11,17 |
| Raphael Stacchiotti | 200m wisselslag (m) | 17e       | serie 2: 2de in 2.00,38                                 |
| Raphael Stacchiotti | 400m wisselslag (m) | 18e       | serie 2: 2de in 4.17,20                                 |

Afghanistan · Albanië · Algerije · Amerikaanse Maagdeneilanden · Amerikaans-Samoa · Andorra · Angola · Antigua en Barbuda · Argentinië · Armenië · Aruba · Australië · Azerbeidzjan · Bahama's · Bahrein · Bangladesh · Barbados · België · Belize · Benin · Bermuda · Bhutan · Bolivia · Bosnië en Herzegovina · Botswana · Brazilië · Britse Maagdeneilanden · Brunei · Bulgarije · Burkina Faso · Burundi · Cambodja · Canada · Centraal-Afrikaanse Republiek · Chili · China · Chinees Taipei · Colombia · Comoren · Congo-Brazzaville · Congo-Kinshasa · Cookeilanden · Costa Rica · Cuba · Cyprus · Denemarken · Djibouti · Dominica · Dominicaanse Republiek · Duitsland · Ecuador · Egypte · El Salvador · Equatoriaal-Guinea · Eritrea · Estland · Ethiopië · Fiji · Filipijnen · Finland · Frankrijk · Gabon · Gambia · Georgië · Ghana · Grenada · Griekenland · Groot-Brittannië · Guam · Guatemala · Guinee · Guinee‑Bissau · Guyana · Haïti · Honduras · Hongarije · Hongkong · Ierland · IJsland · India · Indonesië · Irak · Iran · Israël · Italië · Ivoorkust · Jamaica · Japan · Jemen · Jordanië · Kaaimaneilanden · Kaapverdië · Kameroen · Kazachstan · Kenia · Kirgizië · Kiribati · Koeweit · Kroatië · Laos · Lesotho · Letland · Libanon · Liberia · Libië · Liechtenstein · Litouwen · Luxemburg · Macedonië · Madagaskar · Malawi · Maldiven · Maleisië · Mali · Malta · Marshalleilanden · Marokko · Mauritanië · Mauritius · Mexico · Micronesië · Moldavië · Monaco · Mongolië · Montenegro · Mozambique · Myanmar · Namibië · Nauru · Nederland · Nepal · Nicaragua · Nieuw-Zeeland · Niger · Nigeria · Noord-Korea · Noorwegen · Oeganda · Oekraïne · Oezbekistan · Oman · Oostenrijk · Oost-Timor · Pakistan · Palau · Palestina · Panama · Papoea-Nieuw-Guinea · Paraguay · Peru · Polen · Portugal · Puerto Rico · Qatar · Roemenië · Rusland · Rwanda · Saint Kitts en Nevis · Saint Lucia · Saint Vincent en Grenadines · Salomonseilanden · Samoa · San Marino · Sao Tomé en Principe · Saoedi-Arabië · Senegal · Servië · Seychellen · Sierra Leone · Singapore · Slovenië · Slowakije · Soedan · Somalië · Spanje · Sri Lanka · Suriname · Swaziland · Syrië · Tadzjikistan · Tanzania · Thailand · Togo · Tonga · Trinidad en Tobago · Tsjaad · Tsjechië · Tunesië · Turkije · Turkmenistan · Tuvalu · Uruguay · Vanuatu · Venezuela · Verenigde Arabische Emiraten · Verenigde Staten · Vietnam · Wit-Rusland · Zambia · Zimbabwe · Zuid-Afrika · Zuid-Korea · Zweden · Zwitserland · Onafhankelijke atleten